# Eustomias leptobolus
Eustomias leptobolus és una espècie de peix de la família dels estòmids i de l'ordre dels estomiformes.

## Hàbitat
És un peix marí i d'aigües profundes.

## Distribució geogràfica
Es troba des de Florida (Estats Units) fins a Cuba.